# Pierre Nicolas
Pierre Nicolas (Parigi, 11 settembre 1921 – Parigi, 21 gennaio 1990) è stato un contrabbassista francese.

## Biografia
Fu per trent'anni l'ombra di Georges Brassens, accompagnandolo col suo contrabbasso sulle scene e nelle registrazioni in studio. I due si conobbero nel 1952, nel cabaret di Patachou, a Montmartre; Pierre suonava nell'orchestra di Léo Clarens, che accompagnava Patachou. Brassens gli chiese se volesse accompagnare il suono della chitarra col suo strumento; accettando l'invito, Nicolas diede il la ad un'amicizia più che decennale.
Quando non seguiva Brassens nei suoi spostamenti e concerti, Nicolas accompagnava Barbara in scena al Bobino Music-Hall e nelle registrazioni di numerosi suoi dischi. Nella sua carriera, oltre che di Brassens e Barbara, Nicolas fu il bassista di Patachou, Jacques Brel, Charles Trenet ed altri ancora. Anche dopo la morte di Brassens, Pierre Nicolas parteciperà alla registrazione, da parte di Jean Bertola, di alcuni inediti del cantautore di Sète; avrebbe anche voluto scrivere un libro sui suoi trent'anni al seguito di Brassens, ma morì prima di realizzare questo desiderio, nel gennaio 1990.